# ۱۶۷ (عدد)
۱۶۷ (عدد)
۱۶۷(صد و شصت و هفت) یک عدد طبیعی است که بعد از ۱۶۶ و قبل از ۱۶۸ قرار دارد.